# Stazione di Palma-San Gennaro
Stazione di Palma-San Gennaro vasútállomás Olaszországban, San Gennaro Vesuviano településen.

## Vasútvonalak
Az állomást az alábbi vasútvonalak érintik:
- Cancello–Benevento railway
- Cancello–Salerno-vasútvonal

## Kapcsolódó állomások
A vasútállomáshoz az alábbi állomások vannak a legközelebb:
- Stazione di Sarno
- Stazione di Nola